# Kianna Dior
Kianna Dior (Vancouver, Canadá; 17 de noviembre de 1969) es una actriz pornográfica canadiense.

## Biografía
Dior se hizo popular a través de Internet. Trabajó como bailarina exótica, antes de pasar al cine pornográfico, participando en su primer filme en 1999. Desde entonces, ha aparecido en más de noventa filmes. Es muy común encontrarla en filmes donde las actrices poseen bellos senos grandes o en filmes que las todas actrices son asiáticas. Posee una amistad muy íntima, con la también actriz porno Miko Lee. Ya trabajaron juntas en algunos filmes y ensayos fotográficos.

## Fecha de nacimiento
Existe una cierta confusión sobre cuando nació Dior; tanto IMDb como IAFD indican que nació en 1969, mientras que el banco de datos de Adult Cine, indica que fue en 1970.